# Nemexia (joc)
Nemexia  este un joc masiv multi-player online în browser. Fiecare jucător poate alege pe una dintre cele trei rase și își poate dezvolta un imperiu puternic spațial. Cu ajutorul prietenilor săi, poate cuceri universul, construind Poarta supremă stelară. 

## Istoric
Nemexia  este un joc online gratuit, dezvoltat și lansat în 2009 în Bulgaria de către compania locală XS Software.  Până la sfârșitul aceluiași an, a fost lansat în 13 țări ca să ajungă la peste 120,000 jucători înregistrați.

## Versiuni
Jocul a trecut prin câteva schimbări majore în timp: 
- Nemexia 2.0 - ‘‘‘Evoluția’’’ [10][11][12] (2011) – A fost introdusă  în joc o nouă unitate de comandă-Amiralul, navele de comandă și interfața jocului a fost îmbunătățite semnificativ.
- Nemexia 3.0 - ‘‘‘Apocalipsa’’’ [13] (2012) - A fost introdusă în joc o nouă amenințare extraterestră-Renegații, un nou tip de unități de apărare și un sistem de luptă mai performant.
- Nemexia 4.0 - ‘‘‘Izbăvirea’’’ [14] (2013) – Au fost adăugate scheme pentru două noi nave de comandă și fabricare pentru echipamentul amiralului.
- Nemexia 5.0 - ‘‘‘Supremația’’’ [15] (2014) – A fost lansată Arena galaxiei – locul luptelor intergalactice.

## Povestea jocului
Cu mulți ani în urmă, oamenii au descoperit călătoriile în spațiu și au decis să exploreze galaxia. Un grup mic dintre ei, care se numea ”Confederația” a găsit o planetă veche cu resurse nelimitate pe care i-au ajutat să-și dezvolte potențialul tehnic. A durat puțin, dar în sfârșit au reușit să creeze intelect artificial care a fost atât de puternic, încât avea voință. Aceste noi creaturi au fost numite Terteți. Timpul trecea, iar acești roboți ajutau Confederația în orice. După ce și-au dat seamă de propriul potențial, Terteții au format o uniune și au ieșit din Confederație. Câțiva dintre ei au rămas ca să-și asiste maeștrii, dar ceilalți au fost curioși despre restul universului, la fel ca și creatorii lor. În călătoriile lor îndepărtate, Terteții au descoperit încă o rasă inteligentă la capătul îndepărtat al galaxiei sale-ființe care arătau ca insecte și pe care le-au numit Noxi. Orbiți de setea lor de cunoștințe, Terteții și Confederația nu au observat că Noxii evoluau din ce în ce mai mult. Precum și alte ființe, Noxii au fost paraziți care se lipeau de gazdele sale care nu suspectau nimic, apoi le storceau de informații și chiar le cucereau. A început un război. Cele trei rase s-au angajat într-un conflict necontenit. Nu se întrevedea o rezolvare și câțiva exilați, din comunități mai puțin ostile, au început să părăsească rasele lor. Formau alianțe și își uneau cunoștințele răzbătându-se să scape. Îi poți ajuta pe exilați în misiunile lor. 

## Jocul
Nemexia  este un joc pe runde, ceea ce înseamnă că după ce Scopul jocului  va fi îndeplinit, se pornește de la zero, precum și lupta pentru glorie.
În timpul fiecărei runde, poți coloniza până la 6 planete ca să-ți extinzi imperiul în câteva galaxii. Fiecare planetă se poate dezvolta individual ca planetă de sprijin, mină sau de război. Dacă vei pierde o planetă, poți coloniza una nouă și îți poți alege strategia din nou.  

### Rase și unități
Nemexia  are trei rase: Rasa umană (Confederație), Roboții (Uniunea Terteților) și Insectele/Ființele (Noxi). Fiecare rasă are tipul său specific de unități cu abilități unice. 
Varietatea de nave și unități de apărare îți oferă posibilitatea să alegi dintre câteva strategii de luptă. Sunt 7 tipuri de nave de luptă, 5 civile și o navă de serviciu. Mai sunt și 7 tipuri de unități de apărare cu care îți poți proteja planetele dacă navele tale sunt în misiune. Chiar dacă nu-ți plac unitățile militare, poți construi unul sau două scuturi care îți vor apăra planetele de navele mai slabe și vor preveni atacurile.

### Știință
Sunt 22 de științe, foarte utile jucătorului în anumite momente din dezvoltarea sa. Distanța mare dintre planete permite jucătorului să-și mărească viteza până la 750% ca să ajungă mai repede la locația dorită. Sunt științe care pot mări venitul de resurse și energie, să aducă atac sau sănătate suplimentară unităților sau să deblocheze planurile secrete pentru dezvoltarea unităților de master.

### Alianțe și planete echipă
Fiecare jucător se poate alătura sau poate crea propria sa alianță, iar cu ajutorul a opt dintre prietenii săi din alte rase, poate crea o planetă echipă puternică. De acolo, membrii alianței pot porni în atac împotriva soarelui, încercând să obțină cristal. După ce vor colecta toate cele 10 cristale, jucătorii deblochează o clădire unică care le permite să intre în competiția pentru Scopul jocului. 